# Ernst Kabisch

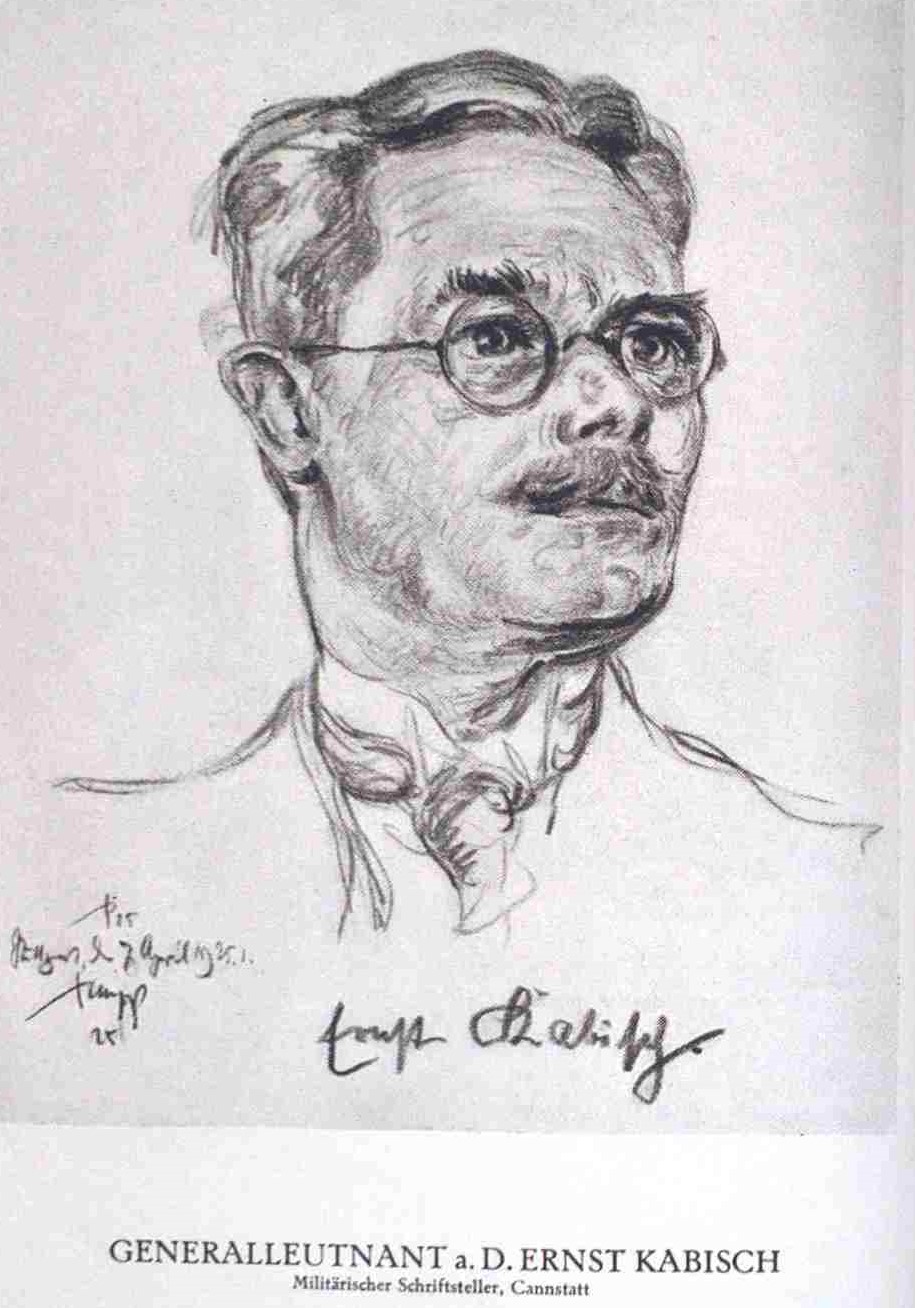
Emil Stumpp Ernst Kabisch (1926)

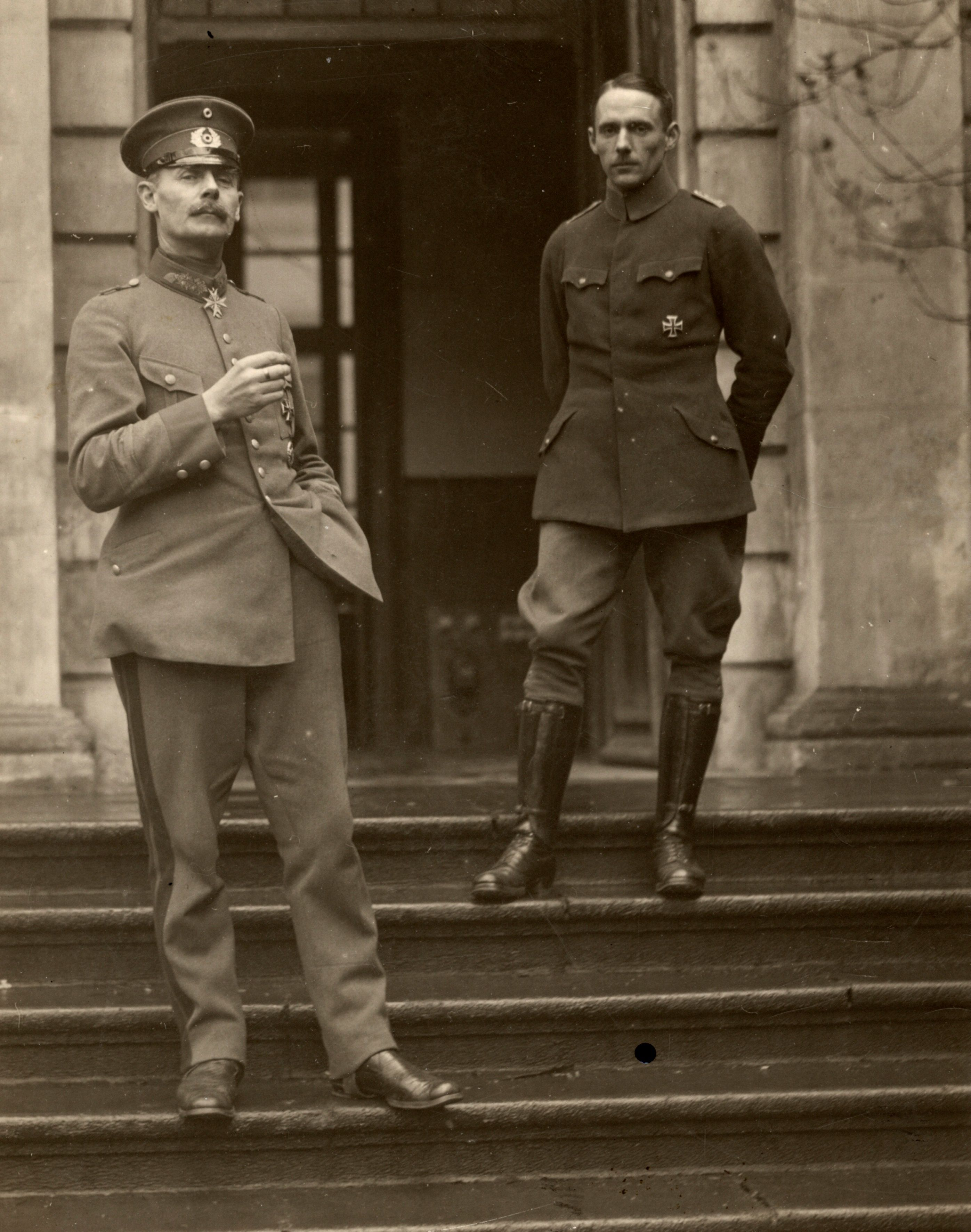
Ernst Kabisch (1920)

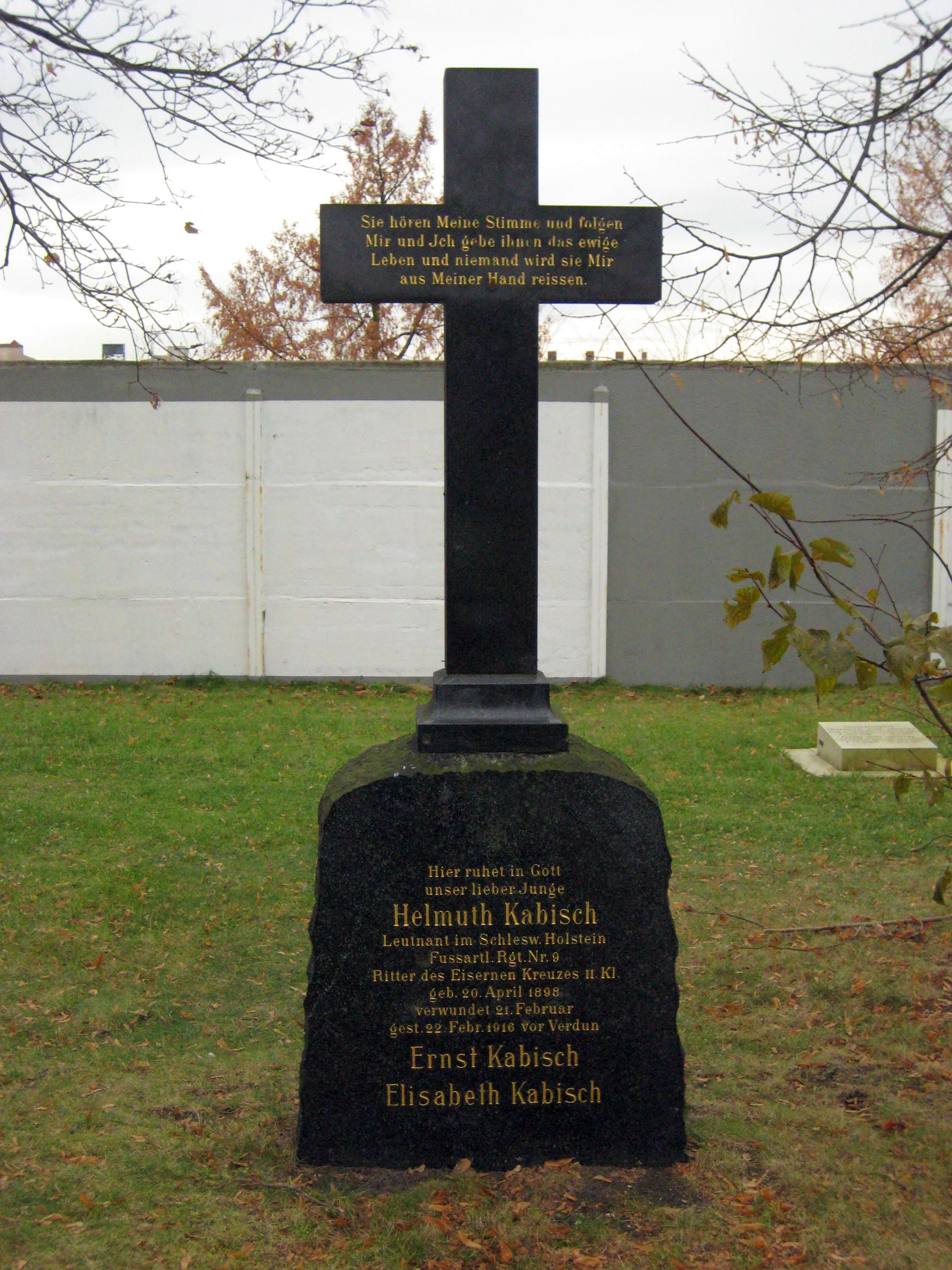
Grabstätte von Helmuth, Ernst und Elisabeth Kabisch auf dem Invalidenfriedhof, Berlin

Ernst Friedrich Karl Albert Kabisch (* 2. Juni 1866 in Kemnitz; † 23. Oktober 1951 in Stuttgart) war ein deutscher Generalstabsoffizier, zuletzt charakterisierter General der Infanterie, und Militärschriftsteller.

## Leben
Kabisch war ein Sohn des Pfarrers Albert Kabisch in Dersekow und dessen Ehefrau Anna geborene Vogt. Er hatte eine Schwester namens Grete.
Er trat am 29. März 1884 als Fahnenjunker in das 1. Westpreußische Fußartillerie-Regiment Nr. 11 in Thorn ein, wurde kurz darauf am 11. November 1884 zum Fähnrich ernannt und am 16. September 1885 zum Sekondeleutnant befördert. Vom 1. Oktober 1887 bis 30. September 1889 war er an die Vereinigte Artillerie- und Ingenieurschule kommandiert und wurde nach seiner Rückkehr Adjutant im II. Bataillon seines Regiments. Vom 1. Oktober 1891 bis 21. Juli 1894 wurde er zur Kriegsakademie kommandiert und zwischenzeitlich am 11. September 1893 zum Premierleutnant befördert. Ende September 1894 heiratete er in Thorn Elisabeth Martens. 1898 erhielt er das Hauptmannspatent, 1905 wurde er Major und 1912 Oberstleutnant. Am 22. März 1914 wurde er zum Oberst befördert und erhielt im Mai das Kommando über das 5. Lothringische Infanterie-Regiment Nr. 144, mit dem er in den Ersten Weltkrieg ausrückte. Im September 1914 verwundet, diente er anschließend im gesamten Kriegsverlauf als Generalstabschef verschiedener Stäbe. Im Juni 1917 wurde er als Chef des Generalstabes der Armee-Abteilung Scheffer zum Generalmajor befördert. Am 2. November 1917 ernannte man ihn zum Kommandeur der 81. Reserve-Infanterie-Brigade und am 5. März 1918 als Nachfolger Oskar von Watters zum Kommandeur der 54. Infanterie-Division, die er über das Ende des Krieges hinaus befehligte.
In der Weimarer Republik gehörte er der Vorläufigen Reichswehr an und befehligte während des Ruhraufstands im März und April 1920 die als „Reichswehrbrigade 31“ bezeichnete Formation aus Reichswehr- und Sicherheitspolizeitruppen, die im Raum Wesel/Hamborn/Dorsten operierte und am 19. und 20. März aus Düsseldorf, Mülheim und Dorsten vor den bewaffneten Arbeitern in die Festung Wesel zurückweichen musste. Beim Einmarsch in das Ruhrgebiet unter General Oskar von Watter nach dem Scheitern des Bielefelder Abkommens besetzte Kabisch mit seinen Kräften einen Bereich zwischen Duisburg, Oberhausen-Osterfeld und dem südlichen Recklinghausen. Am 5. Mai 1920 wurde er als Nachfolger des ebenfalls an der Bekämpfung des Ruhraufstands beteiligten Otto Haas Kommandeur der ursprünglich aus Freikorps gebildeten Reichswehr-Brigade 13 des Übergangsheeres. Am 27. September 1920 ernannte man ihn zum Infanterieführer V, das heißt Kommandeur der entstehenden 5. Division im Wehrkreis V in Stuttgart. In dieser Stellung erfolgte seine Beförderung zum Generalleutnant. Im Zuge der weiteren Heeresreduzierung wurde Kabisch am 15. Juni 1921 aus dem aktiven Dienst verabschiedet.
Im Ruhestand betätigte sich Kabisch als Militärschriftsteller und veröffentlichte eine Vielzahl von Schriften.
1938 starb seine Frau Elisabeth. Ernst Kabisch erhielt am 27. August 1939, dem sogenannten Tannenbergtag, den Charakter als General der Infanterie verliehen.
Er wurde zum 1. September 1939 zur Verfügung des Heeres der Wehrmacht gestellt, zum Generalstab der Heeresgruppe Nord (ab 12. Oktober 1939: Heeresgruppe B) kommandiert und nahm für einige Monate am Zweiten Weltkrieg teil. Am 15. Juni 1940 wurde seine Mobilmachungsbestimmung aufgehoben.

## Auszeichnungen
- Eisernes Kreuz (1914) II. und I. Klasse
- Pour le Mérite am 9. Oktober 1918
- Kronenorden II. Klasse mit Stern und Schwertern im Jahre 1918
- Komtur des Königlichen Hausordens von Hohenzollern mit Schwertern im Jahre 1918
- Grüne Fangschnur mit dem westfälischen Pferd (1919)[5]

## Schriften
- Streitfragen des Weltkrieges 1914–1918. Berger. Berlin 1924.
- Die Entwaffnungsnote. Weise. Stuttgart 1925.
- Das Volksbuch vom Weltkrieg. in 10 Einzelexemplaren. Mit 374 Abbildungen und 60 von Generalmajor a. D. H. Flaischlen handgezeichneten Kartenskizzen. Union Deutsche Verlagsgesellschaft. Berlin 1931.
- Die Führer des Reichsheeres. 1921 und 1931. Dieck. Stuttgart 1931.
- Der schwarze Tag. Die Nebelschlacht vor Amiens. (8./9. August 1918). Mit vielen Bilder und drei von Generalmajor a. D. H. Flaischlen handgezeichneten Kartenskizzen. Vorhut-Verlag. Berlin 1933.
- Lüttich. Deutschlands Schicksalsschritt in den Weltkrieg. Mit 17 Bildern und 5 Kartenskizzen von Generalmajor a. D. H. Flaischlen. O. Schlegel. Berlin 1934.
- Die Marneschlacht 1914. Eine deutsche Tragödie. Mit 8 Bildern und drei von Generalmajor a. D. H. Flaischlen handgezeichneten Kartenskizzen. Vorhut-Verlag. Berlin 1934.
- Michael. Die große Schlacht in Frankreich im Lenz 1918. O. Schlegel. Berlin 1935.
- Verdun. Wende des Weltkrieges. Vorhut-Verlag. Berlin 1935.
- Falkenhayn und Joffre. Die Schlacht von Verdun in französischem Lichte. In: Königsberger Zeitung, 12. Februar 1936.[11]
- Um Lys und Kemmel. Vorhut-Verlag. Berlin 1936.
- Somme 1916. Mit 16 Bildern und mit Kartenskizzen von Generalmajor a. D. H. Flaischlen. Berlin 1937.
- Der Rumänienkrieg 1916. Mit 14 Bildern und 18 Kartenskizzen von Generalmajor a. D. H. Flaischlen. O. Schlegel. Berlin 1938.
- Gegen englische Panzerdrachen. Loewes Verlag. Stuttgart 1938.
- Mackensen rettet Berlin. Loewes Verlag. Stuttgart 1939.
- Deutscher Siegeszug in Polen. Union Deutsche Verlagsgesellschaft. Stuttgart 1940.
- Helden in Fels und Eis. Bergkrieg in Tirol und Kärnten. Loewes Verlag. Stuttgart 1941.
- Deutscher Siegeszug im Westen. Union Deutsche Verlagsgesellschaft. Stuttgart 1942.